# 13011 Loeillet
13011 Loeillet (1987 QS5) là một tiểu hành tinh vành đai chính được phát hiện ngày 26 tháng 8 năm 1987 bởi E. W. Elst ở Đài thiên văn Nam Âu.